# Du Fu

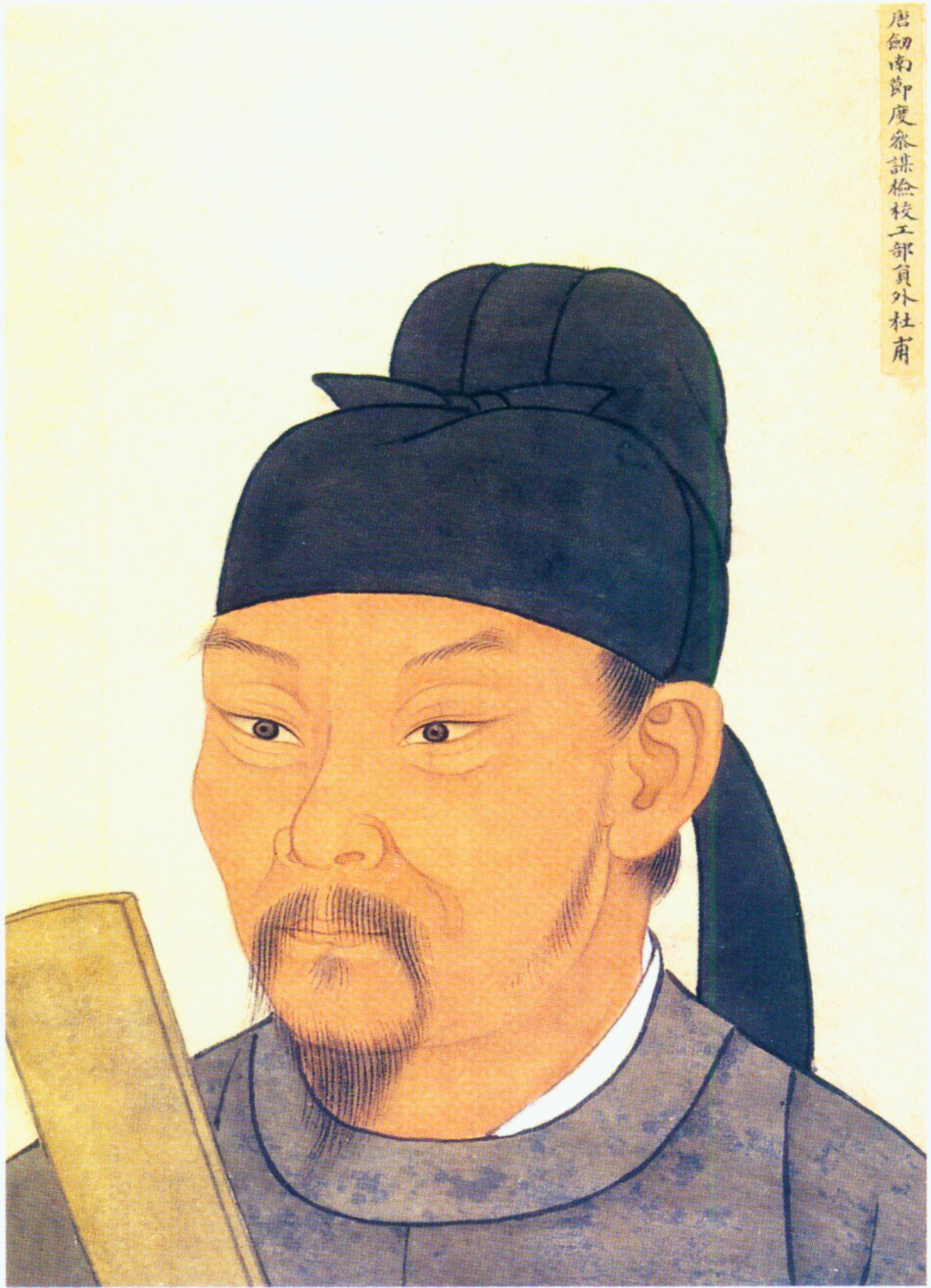
Du Fu

Du Fu (chinês :杜甫; (712 - 770 d.C.) foi um poeta chinês e político da dinastia Tang. Junto com seu contemporâneo mais velho e amigo Li Bai (Li Po), ele é frequentemente chamado de o maior dos poetas chineses. Sua maior ambição era servir seu país como um funcionário público de sucesso, mas ele se mostrou incapaz de fazer as acomodações necessárias. Sua vida, como todo o país, foi devastada pela Rebelião de An Lushan de 755, e seus últimos 15 anos foram uma época de agitação quase constante.
Embora inicialmente ele fosse pouco conhecido por outros escritores, suas obras passaram a ser extremamente influentes na cultura literária chinesa e japonesa. De sua escrita poética, quase 1 500 poemas foram preservados ao longo dos tempos. Ele foi chamado de "Poeta-Historiador" e "Poeta-Sábio" pelos críticos chineses, enquanto a variedade de sua obra permitiu que ele fosse apresentado aos leitores ocidentais como "o Virgílio chinês, Horácio, Ovídio, Shakespeare, Milton, Burns, Wordsworth, Béranger, Hugo ou Baudelaire".

## Trabalhos

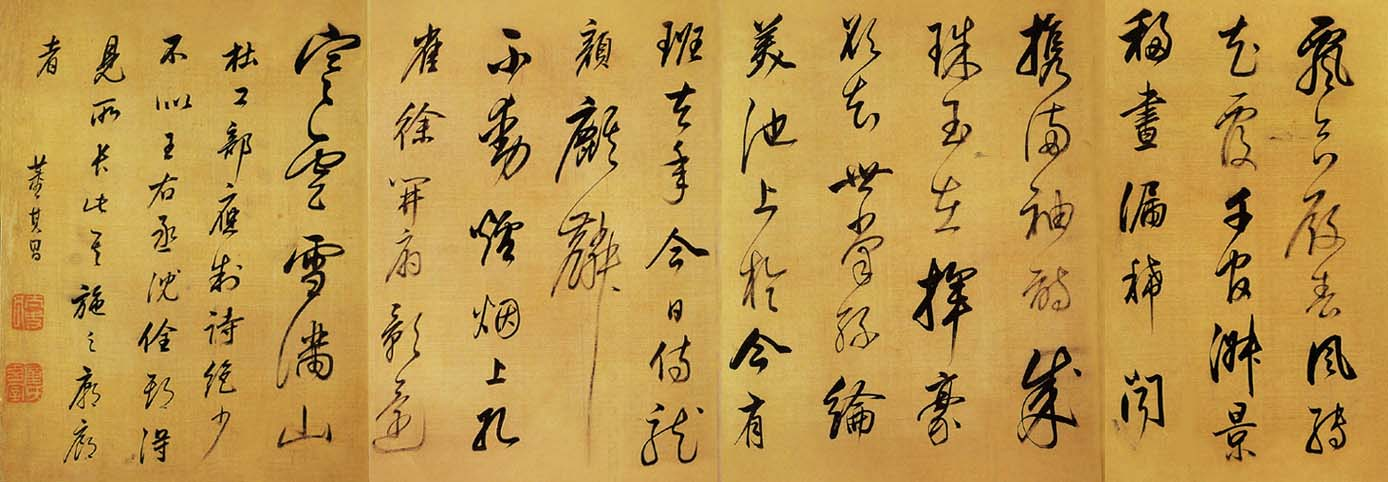
Uma cópia caligráfica do poema "Zui Ge Xing" de Du Fu, de Dong Qichang

As críticas aos trabalhos de Du Fu se concentraram em seu forte senso de história, seu engajamento moral e sua excelência técnica.

### História
Desde a dinastia Sung, os críticos chamam Du Fu de "santo poeta" (詩聖shī shèng). O mais histórico de seus poemas são aqueles que comentam sobre táticas militares ou os sucessos e fracassos do governo, ou os poemas de conselho que escreveu ao imperador. Indiretamente, ele escreveu sobre o efeito da época em que viveu sobre si mesmo e sobre as pessoas comuns da China. Como Watson observa, esta é uma informação "de um tipo raramente encontrado nas histórias oficialmente compiladas da época".
Os comentários políticos de Du Fu baseiam-se na emoção, e não no cálculo: suas prescrições foram parafraseadas como: "Sejamos todos menos egoístas, façamos o que devemos fazer". Visto que era impossível discordar de suas opiniões, seus truísmos expressos com vigor permitiram sua instalação como a figura central da história poética chinesa.

### Engajamento moral
Um segundo epíteto favorito dos críticos chineses é o de "sábio poeta" (詩聖shī shèng ), uma contrapartida do sábio filosófico Confucio. Uma das primeiras obras sobreviventes, A Canção dos Vagões (de cerca de 750), dá voz ao sofrimento de um soldado conscrito do exército imperial e uma visão clara do sofrimento. Essas preocupações são continuamente articuladas em poemas sobre a vida de soldados e civis produzidos por Du Fu ao longo de sua vida.
Embora as referências frequentes de Du Fu às suas próprias dificuldades possam dar a impressão de um solipsismo que tudo consome, Hawkes argumenta que sua "famosa compaixão na verdade inclui a si mesmo, vista de forma bastante objetiva e quase como uma reflexão tardia". Ele, portanto, "empresta grandeza" ao quadro mais amplo, comparando-o a "sua própria trivialidade ligeiramente cômica".
A compaixão de Du Fu, por si mesmo e pelos outros, foi parte de sua ampliação geral do escopo da poesia: ele dedicou muitas obras a tópicos que antes eram considerados inadequados para o tratamento poético. Zhang Jie escreveu que, para Du Fu, "tudo neste mundo é poesia", Du escreveu extensivamente sobre assuntos como vida doméstica, caligrafia, pinturas, animais e outros poemas. 

### Excelência técnica
O trabalho de Du Fu é notável acima de tudo por sua abrangência. Os críticos chineses tradicionalmente usaram o termo 集大成 (jídàchéng- "sinfonia completa"), uma referência à descrição de Confúcio feita por Mêncio. Yuan Zhen foi o primeiro a notar a amplitude da conquista de Du Fu, escrevendo em 813 que seu predecessor, "uniu em seu trabalho traços que os homens anteriores haviam mostrado apenas individualmente". Ele dominou todas as formas da poesia chinesa: Chou diz que em todas as formas ele "fez avanços notáveis ou contribuiu com exemplos notáveis". Além disso, seus poemas usam uma ampla gama de registros, e conscientemente literário. Esta variedade se manifesta mesmo em obras individuais: Owen identifica as "rápidas mudanças estilísticas e temáticas" em poemas que permitem ao poeta representar diferentes facetas de uma situação, enquanto Chou usa o termo "justaposição" como o importante ferramenta analítica em seu trabalho. Du Fu é conhecido por ter escrito mais sobre poética e pintura do que qualquer outro escritor de seu tempo. Ele escreveu dezoito poemas sobre pintura sozinho, mais do que qualquer outro poeta Tang. O comentário aparentemente negativo de Du Fu sobre as pinturas do cavalo premiado de Han Gan gerou uma controvérsia que persiste até os dias atuais.
O teor de seu trabalho mudou à medida que desenvolveu seu estilo e se adaptou ao ambiente ("camaleão", de acordo com Watson): seus primeiros trabalhos são em um estilo relativamente derivado e cortês, mas ele se consolidou nos anos do rebelião. Owen comenta sobre a "simplicidade sombria" dos poemas de Qinzhou, que refletem a paisagem do deserto; as obras de seu período de Chengdu são "leves, muitas vezes bem observadas"; enquanto os poemas do final do período Kuizhou têm uma "densidade e poder de visão".
Embora tenha escrito em todas as formas poéticas, Du Fu é mais conhecido por seu lǜshi, um tipo de poema com restrições estritas de forma e conteúdo, por exemplo:

奉答岑參補闕見贈

窈窕清禁闥，罷朝歸不同。君隨丞相後，我往日華東。

冉冉柳枝碧，娟娟花蕊紅。故人得佳句，獨贈白頭翁。

Responder a um conselho de amigo

Saindo da Audiência pelos corredores silenciosos,

Imponentes e bonitos, passamos pelos portões do Palácio,

Virando em direções diferentes: você vai para o Oeste

Com os Ministros de Estado. Eu, caso contrário.

Do meu lado, os galhos do salgueiro são frágeis, verdes.

Você é atingido por flores escarlates ali.

Nossos caminhos separados! Você escreve tão bem, tão gentilmente,

Para advertir, em vão, um velho tagarela.
Cerca de dois terços dos 1 500 trabalhos existentes de Du Fu estão nesta forma, e ele é geralmente considerado seu principal expoente. Seu melhor lǜshi usa os paralelismos exigidos pela forma para adicionar conteúdo expressivo, em vez de meras restrições técnicas. Hawkes comenta que “é incrível que Tu Fu seja capaz de usar uma forma tão estilizada de uma maneira tão natural”.

## Influência
De acordo com a Encyclopædia Britannica, os escritos de Du Fu são considerados por muitos críticos literários como estando entre os maiores de todos os tempos,  e afirma que "sua linguagem densa e comprimida faz uso de todos os tons conotativos de uma frase e de todos os potenciais entonacionais da palavra individual, qualidades que nenhuma tradução pode jamais revelar".